# Symphysodontella tortifolia
Symphysodontella tortifolia är en bladmossart som beskrevs av Hugh Neville Dixon 1937. Symphysodontella tortifolia ingår i släktet Symphysodontella och familjen Pterobryaceae. Inga underarter finns listade i Catalogue of Life.